# کنشتسا
کنشتسا (به لهستانی:  Kęszyca) یک روستا در لهستان است که در گمینا مینزژچ واقع شده‌است.
 کنشتسا  ۶۶۷ نفر جمعیت دارد.